# Harper Motor Company
Harper Motor Company war ein britischer Hersteller von Automobilen.

## Unternehmensgeschichte
Das Unternehmen aus Aberdeen gehörte zum Eisenwerk Harper & Co. 1905 begann die Produktion von Automobilen. Der Markenname lautete Harper. 1906 endete die Produktion. Es entstanden nur wenige Exemplare.

## Fahrzeuge
Das einzige Modell war der 10 HP. Ein Einzylindermotor von Cadillac trieb über eine Kette die Hinterachse an. Besonderheit war das Planetengetriebe. Die Karosserieform Landaulet ist überliefert.